# Mont Erlang
Le mont Erlang (chinois : 二郎山 ; en pinyin : èr láng shān) fait partie de la cordillère du Qionglai dans la province chinoise du Sichuan.

## Toponymie
Erlang est une divinité taoïste qui, mordu par un serpent, se serait métamorphosé en montagne.

## Parc national du mont Erlang
Le parc paysager mont Erlang (二郎山风景名胜区) a été décrété parc national en 2000. C'est l'un des sanctuaires des pandas géants du Sichuan.